# Svédország az 1984. évi nyári olimpiai játékokon
Svédország az egyesült államokbeli Los Angelesben megrendezett 1984. évi nyári olimpiai játékok egyik részt vevő országa volt. Az országot az olimpián 19 sportágban 174 sportoló képviselte, akik összesen 19 érmet szereztek.

## Érmesek
| Érem  | Versenyző                                                                             | Sportág       | Versenyszám                |
| ----- | ------------------------------------------------------------------------------------- | ------------- | -------------------------- |
| Arany | Agneta Andersson                                                                      | Kajak-kenu    | Női kajak egyes 500 m      |
| Arany | Agneta Andersson Anna Olsson                                                          | Kajak-kenu    | Női kajak kettes 500 m     |
| Ezüst | Bo Gustafsson                                                                         | Atlétika      | Férfi 50 km gyaloglás      |
| Ezüst | Patrik Sjöberg                                                                        | Atlétika      | Férfi magasugrás           |
| Ezüst | Kent-Olle Johansson                                                                   | Birkózás      | Kötöttfogás, 62 kg         |
| Ezüst | Roger Tallroth                                                                        | Birkózás      | Kötöttfogás, 74 kg         |
| Ezüst | Lars-Erik Moberg                                                                      | Kajak-kenu    | Férfi kajak egyes 500 m    |
| Ezüst | Per-Inge Bengtsson Lars-Erik Moberg                                                   | Kajak-kenu    | Férfi kajak kettes 500 m   |
| Ezüst | Per-Inge Bengtsson Tommy Karls Lars-Erik Moberg Thomas Ohlsson                        | Kajak-kenu    | Férfi kajak négyes 1000 m  |
| Ezüst | Agneta Andersson Anna Olsson Eva Karlsson Susanne Wiberg-Gunnarsson                   | Kajak-kenu    | Női kajak négyes 500 m     |
| Ezüst | Svante Rasmuson                                                                       | Öttusa        | Egyéni                     |
| Ezüst | Ragnar Skanåker                                                                       | Sportlövészet | Férfi szabadpisztoly       |
| Ezüst | Björne Väggö                                                                          | Vívás         | Férfi párbajtőr, egyéni    |
| Bronz | Kenth Eldebrink                                                                       | Atlétika      | Férfi gerelyhajítás        |
| Bronz | Sören Claeson                                                                         | Birkózás      | Kötöttfogás, 82 kg         |
| Bronz | Frank Andersson                                                                       | Birkózás      | Kötöttfogás, 90 kg         |
| Bronz | Ulla Håkansson Ingamay Bylund Louise Nathhorst                                        | Lovaglás      | Csapat díjlovaglás         |
| Bronz | Per Johansson                                                                         | Úszás         | Férfi 100 m gyors          |
| Bronz | Thomas Lejdström Bengt Baron Mikael Örn Per Johansson Rikard Milton Michael Söderlund | Úszás         | Férfi 4 × 100 m gyorsváltó |

## Atlétika
Férfi
| Versenyző                                                    | Versenyszám     | Előfutam | Előfutam | Előfutam | Negyeddöntő | Negyeddöntő | Negyeddöntő | Elődöntő | Elődöntő | Elődöntő | Döntő         | Döntő         |
| Versenyző                                                    | Versenyszám     | Idő      | Hely.    | Össz.    | Idő         | Hely.       | Össz.       | Idő      | Hely.    | Össz.    | Idő           | Helyezés      |
| ------------------------------------------------------------ | --------------- | -------- | -------- | -------- | ----------- | ----------- | ----------- | -------- | -------- | -------- | ------------- | ------------- |
| Tommy Johansson                                              | 400 m           | 47,77    | 6.       | 56.      | kiesett     | kiesett     | kiesett     | kiesett  | kiesett  | kiesett  | kiesett       | kiesett       |
| Mats Erixon                                                  | 5000 m          | 13:44,45 | 1.       | 2.       |             |             |             | 13:29,72 | 7.       | 7.       | 13:41,64      | 12.           |
| Kjell-Erik Ståhl                                             | Maraton         |          |          |          |             |             |             |          |          |          | nem ért célba | nem ért célba |
| Tommy Persson                                                | Maraton         |          |          |          |             |             |             |          |          |          | nem ért célba | nem ért célba |
| Sven Nylander                                                | 400 m gát       | 49,88    | 1.       | 10.      |             |             |             | 49,03    | 2.       | 4.       | 48,97         | 4.            |
| Thomas Nyberg                                                | 400 m gát       | 50,47    | 5.       | 22.      |             |             |             | kiesett  | kiesett  | kiesett  | kiesett       | kiesett       |
| Christer Gullstrand                                          | 400 m gát       | 51,27    | 6.       | 30.**    |             |             |             | kiesett  | kiesett  | kiesett  | kiesett       | kiesett       |
| Bo Gustafsson                                                | 50 km gyaloglás |          |          |          |             |             |             |          |          |          | 3:53:19       |               |
| Bengt Simonsen                                               | 50 km gyaloglás |          |          |          |             |             |             |          |          |          | kizárták      | kizárták      |
| Roland Nilsson                                               | 50 km gyaloglás |          |          |          |             |             |             |          |          |          | kizárták      | kizárták      |
| Tommy Johansson Eric Josjö Christer Gullstrand Thomas Nyberg | 4 × 400 m váltó | 3:07,32  | 4.       | 15.      |             |             |             | 3:09,40  | 7.       | 14.      | kiesett       | kiesett       |

| Versenyző       | Versenyszám   | Selejtező                | Selejtező                | Döntő    | Döntő    |
| Versenyző       | Versenyszám   | Eredmény                 | Helyezés                 | Eredmény | Helyezés |
| --------------- | ------------- | ------------------------ | ------------------------ | -------- | -------- |
| Patrik Sjöberg  | Magasugrás    | 224 cm                   | 1.                       | 233 cm   |          |
| Thomas Eriksson | Magasugrás    | 221 cm                   | 13.                      | kiesett  | kiesett  |
| Miro Zalar      | Rúdugrás      | érvényes kísérlet nélkül | érvényes kísérlet nélkül | kiesett  | kiesett  |
| Thomas Eriksson | Hármasugrás   | 15,97 m                  | 18.                      | kiesett  | kiesett  |
| Sören Tallhem   | Súlylökés     | 19,94 m                  | 6.                       | 19,81 m  | 7.       |
| Yngve Wahlander | Súlylökés     | 18,28 m                  | 16.                      | kiesett  | kiesett  |
| Stefan Fernholm | Diszkoszvetés | 62,84 m                  | 5.                       | 63,22 m  | 8.       |
| Kenth Eldebrink | Gerelyhajítás | 81,06 m                  | 9.                       | 83,72 m  |          |

Női
| Versenyző           | Versenyszám | Előfutam | Előfutam | Előfutam | Elődöntő | Elődöntő | Elődöntő | Döntő   | Döntő    |
| Versenyző           | Versenyszám | Idő      | Hely.    | Össz.    | Idő      | Hely.    | Össz.    | Idő     | Helyezés |
| ------------------- | ----------- | -------- | -------- | -------- | -------- | -------- | -------- | ------- | -------- |
| Jill McCabe         | 800 m       | 2:04,16  | 3.       | 12.*     | 2:02,20  | 6.       | 8.       | kiesett | kiesett  |
| Jill McCabe         | 1500 m      | 4:16,48  | 7.       | 15.      | kiesett  | kiesett  | kiesett  | kiesett | kiesett  |
| Eva Ernström        | 3000 m      | 9:06,54  | 6.       | 19.      |          |          |          | kiesett | kiesett  |
| Marie-Louise Hamrin | Maraton     |          |          |          |          |          |          | 2:36:41 | 18.      |
| Ann-Louise Skoglund | 400 m gát   | 55,75    | 1.       | 1.       | 55,17    | 1.       | 1.       | 55,43   | 5.       |

| Versenyző         | Versenyszám | Selejtező    | Selejtező | Döntő    | Döntő    |
| Versenyző         | Versenyszám | Eredmény     | Helyezés  | Eredmény | Helyezés |
| ----------------- | ----------- | ------------ | --------- | -------- | -------- |
| Annette Tånnander | Távolugrás  | 616 (605) cm | 14.       | kiesett  | kiesett  |

| Versenyző          | Versenyszám | 100 m gát | 100 m gát | Magasugrás | Magasugrás | Súlylökés | Súlylökés | 200 m | 200 m | Távolugrás | Távolugrás | Gerelyhajítás | Gerelyhajítás | 800 m   | 800 m | Végeredmény | Végeredmény |
| Versenyző          | Versenyszám | Idő       | Pont      | Eredmény   | Pont       | Eredmény  | Pont      | Idő   | Pont  | Eredmény   | Pont       | Eredmény      | Pont          | Idő     | Pont  | Pont        | Helyezés    |
| ------------------ | ----------- | --------- | --------- | ---------- | ---------- | --------- | --------- | ----- | ----- | ---------- | ---------- | ------------- | ------------- | ------- | ----- | ----------- | ----------- |
| Kristine Tånnander | Hétpróba    | 14,01     | 865       | 180 cm     | 1031       | 12,74 m   | 764       | 25,03 | 844   | 557 cm     | 810        | 42,34 m       | 802           | 2:13,93 | 869   | 5985        | 12.         |
| Annette Tånnander  | Hétpróba    | 14,06     | 858       | 183 cm     | 1059       | 12,37 m   | 742       | 26,40 | 730   | 627 cm     | 965        | 41,46 m       | 789           | 2:22,00 | 765   | 5908        | 14.         |

* - egy másik versenyzővel azonos eredményt ért el

** - két másik versenyzővel azonos eredményt ért el

## Birkózás
Kötöttfogású
| Versenyző             | Versenyszám | Vigaszágas kiesés | Vigaszágas kiesés | 5. helyért                              | Bronz- mérkőzés            | Döntő                                      | Helyezés    |
| Versenyző             | Versenyszám | Ellenfél Eredmény | Hely.             | Ellenfél Eredmény                       | Ellenfél Eredmény          | Ellenfél Eredmény                          | Helyezés    |
| --------------------- | ----------- | --- | ----------------- | --------------------------------------- | -------------------------- | ------------------------------------------ | ----------- |
| Kent Andersson        | 48 kg       | A csoport · Jukka-Pekka Tanner (FIN) · 12–0 · a 2. fordulóban erőnyerő · Vincenzo Maenza (ITA) · 0–3 · Döntő · Salih Bora (TUR) · 2–11 · Vincenzo Maenza (ITA) · 0–3                                                                          | 3.                | Cson Dedzse (Jeon Dae-Je) (KOR) · 10–3  |                            |                                            | 5.          |
| Anders Bükk           | 52 kg       | A csoport · Jon Ronningen (NOR) · 0–12 · Pang Dedu (Bang Dae-Du) (KOR) · 0–13 | 5.                | kiesett                                 | kiesett                    | kiesett                                    | helyezetlen |
| Benni Ljungbeck       | 57 kg       | A csoport · Antonino Caltabiano (ITA) · 3–1 · Ilpo Seppälä (FIN) · 7–1 · Ronny Sigde (NOR) · kétvállas · Döntő · Babis Kholidis (GRE) · 2–5 · Etó Maszaki (JPN) · kétvállas                                                                   | 3.                | Frank Famiano (USA) · feladta (sérülés) |                            |                                            | 6.          |
| Kent-Olle Johansson   | 62 kg       | A csoport · Alaettin Özgür (TUR) · 7–2 · Morten Brekke (NOR) · 8–4 · Abdurrahim Kuzu (USA) · 3–3 · Gilles Jalabert (FRA) · 0–0 (bírói) · Bernd Gabriel (FRG) · 0–4 · Döntő · Doug Yeats (CAN) · 3–2 · Abdurrahim Kuzu (USA) · 3–3             | 1.                |                                         |                            | Kim Vongi (Kim Won-gi) (KOR) · 0–0 (bírói) |             |
| Gerry Svensson        | 68 kg       | B csoport · Tapio Sipilä (FIN) · 0–5 · Jim Martinez (USA) · kétvállas | 6.                | kiesett                                 | kiesett                    | kiesett                                    | helyezetlen |
| Roger Tallroth        | 74 kg       | A csoport · az 1. fordulóban erőnyerő · Oscar Strático (ARG) · 12–0 · Celal Taşkıran (TUR) · passzivitás · Chris Catalfo (USA) · 13–4 · Döntő · Martial Mischler (FRA) · passzivitás · Kim Jongnam (Kim Yeong-Nam) (KOR) · 11–0               | 1.                |                                         |                            | Jouko Salomäki (FIN) · 4–5                 |             |
| Sören Claeson         | 82 kg       | A csoport · Dan Chandler (USA) · 4–0 · Klaus Mysen (NOR) · 0–0 (bírói) · Mohamed El-Ashram (EGY) · 3–0 · Louis Santerre (CAN) · 11–4 · Döntő · Ion Draica (ROU) · 0–10                                                                        | 2.                |                                         | Momir Petković (YUG) · 5–2 |                                            |             |
| Frank Andersson       | 90 kg       | A csoport · Abdul Breesam Rahman (IRQ) · kétvállas · Garry Kallos (CAN) · 15–3 · Georgios Pozidis (GRE) · 6–0 · Steve Fraser (USA) · 1–4 Döntő · Georgios Pozidis (GRE) · 6–0 · Steve Fraser (USA) · 1–4                                      | 2.                |                                         | Uwe Sachs (FRG) · 5–0      |                                            |             |
| Karl-Johan Gustavsson | 100 kg      | A csoport · Vasile Andrei (ROU) · 0–13 · Georgios Poikilidis (GRE) · 1–16 | 4.                | kiesett                                 | kiesett                    | kiesett                                    | 7.          |
| Tomas Johansson       | +100 kg     | B csoport · Victor Dolipschi (ROU) · mindkét versenyzőt kizárták passzivitás miatt · Hassan El-Haddad (EGY) · kétvállas · Döntő · Hassan El-Haddad (EGY) · kétvállas · Victor Dolipschi (ROU) · mindkét versenyzőt kizárták passzivitás miatt | 1.                |                                         |                            | Jeff Blatnick (USA) · 0–2                  | kizárták    |

Szabadfogású
| Versenyző             | Versenyszám | Vigaszágas kiesés | Vigaszágas kiesés | 5. helyért                          | Bronz- mérkőzés   | Döntő             | Helyezés    |
| Versenyző             | Versenyszám | Ellenfél Eredmény | Hely.             | Ellenfél Eredmény                   | Ellenfél Eredmény | Ellenfél Eredmény | Helyezés    |
| --------------------- | ----------- | --- | ----------------- | ----------------------------------- | ----------------- | ----------------- | ----------- |
| Kent Andersson        | 48 kg       | A csoport · Irie Takasi (JPN) · kétvállas · Sunil Dutt (IND) · 0–0 · Döntő · Szon Gapto (Son Gap-Do) (KOR) · 0–12 · Irie Takasi (JPN) · kétvállas | 3.                | Reiner Heugabel (FRG) · passzivitás |                   |                   | 6.          |
| Lennart Lundell       | 82 kg       | A csoport · Jouni Ilomäki (FIN) · 6–1 · Reiner Trik (FRG) · 0–7 · Kim Theu (Kim Tae-U) (KOR) · 2–8                                                | 6.                | kiesett                             | kiesett           | kiesett           | helyezetlen |
| Frank Andersson       | 90 kg       | A csoport · Ismail Temiz (TUR) · 5–6 · Amadou Katy Diop (SEN) · kétvállas · a 3. fordulóban erőnyerő · Clark Davis (CAN) · 5–8                    | 5.                | kiesett                             | kiesett           | kiesett           | helyezetlen |
| Karl-Johan Gustavsson | 100 kg      | A csoport · Kartar Dhillon Singh (IND) · 2–15 · Georgios Poikilidis (GRE) · 0–12                                                                  | 5.                | kiesett                             | kiesett           | kiesett           | helyezetlen |

## Cselgáncs
| Versenyző        | Versenyszám | Csoport | Selejtező                  | 32-es főtábla              | Nyolcaddöntő             | Negyeddöntő       | Elődöntő          | Vigaszág nyolcaddöntő  | Vigaszág negyeddöntő | Vigaszág elődöntő | Bronz- mérkőzés   | Döntő             | Helyezés |
| Versenyző        | Versenyszám | Csoport | Ellenfél Eredmény          | Ellenfél Eredmény          | Ellenfél Eredmény        | Ellenfél Eredmény | Ellenfél Eredmény | Ellenfél Eredmény      | Ellenfél Eredmény    | Ellenfél Eredmény | Ellenfél Eredmény | Ellenfél Eredmény | Helyezés |
| ---------------- | ----------- | ------- | -------------------------- | -------------------------- | ------------------------ | ----------------- | ----------------- | ---------------------- | -------------------- | ----------------- | ----------------- | ----------------- | -------- |
| Anders Hellqvist | Légsúly     | B       |                            | Neil Eckersley (GBR) · V   | kiesett                  | kiesett           | kiesett           |                        |                      |                   |                   |                   | 18.      |
| Jörgen Häggqvist | Harmatsúly  | A       | Macuoka Josijuki (JPN) · V |                            |                          |                   |                   | Philip Laats (BEL) · V | kiesett              | kiesett           | kiesett           |                   | 11.      |
| Per Kjellin      | Váltósúly   | B       | erőnyerő                   | Thomas Haasmann (AUT) · GY | Mircea Frăţică (ROU) · V | kiesett           | kiesett           |                        |                      |                   |                   |                   | 14.      |
| Michel Grant     | Középsúly   | B       |                            | erőnyerő                   | Wálter Carmona (BRA) · V | kiesett           | kiesett           |                        |                      |                   |                   |                   | 12.      |

## Evezés
Férfi
| Versenyző                                                       | Versenyszám              | Előfutam | Előfutam | Vigaszág | Vigaszág | Elődöntő | Elődöntő | Döntő | Döntő   | Döntő | Helyezés |
| Versenyző                                                       | Versenyszám              | Idő      | Hely.    | Idő      | Hely.    | Idő      | Hely.    | Típus | Idő     | Hely. | Helyezés |
| --------------------------------------------------------------- | ------------------------ | -------- | -------- | -------- | -------- | -------- | -------- | ----- | ------- | ----- | -------- |
| Bengt Nilsson                                                   | Egypárevezős             | 7:31,62  | 2.       | 7:30,24  | 2.       | 7:33,28  | 4.       | B     | 7:26,82 | 3.    | 9.       |
| Anders Wilgotson Hans Svensson Lars-Åke Lindqvist Anders Larson | Kormányos nélküli négyes | 6:13,40  | 2.       | 6:21,22  | 1.       |          |          | A     | 6:11,71 | 6.    | 6.       |

Női
| Versenyző                        | Versenyszám  | Előfutam | Előfutam | Vigaszág | Vigaszág | Elődöntő | Elődöntő | Döntő | Döntő   | Döntő | Helyezés |
| Versenyző                        | Versenyszám  | Idő      | Hely.    | Idő      | Hely.    | Idő      | Hely.    | Típus | Idő     | Hely. | Helyezés |
| -------------------------------- | ------------ | -------- | -------- | -------- | -------- | -------- | -------- | ----- | ------- | ----- | -------- |
| Annelie Larsson                  | Egypárevezős | 3:56,73  | 5.       | 3:50,60  | 2.       | 4:08,39  | 6.       | B     | 3:53,39 | 4.    | 10.      |
| Carina Gustavsson Marie Carlsson | Kétpárevezős | 3:28,41  | 2.       | 3:27,99  | 2.       |          |          | A     | 3:30,79 | 4.    | 4.       |

## Íjászat
| Versenyző       | Versenyszám  | 1. forduló | 1. forduló | 2. forduló | 2. forduló | Összesítés | Összesítés |
| Versenyző       | Versenyszám  | Pont       | Hely.      | Pont       | Hely.      | Pont       | Helyezés   |
| --------------- | ------------ | ---------- | ---------- | ---------- | ---------- | ---------- | ---------- |
| Göran Bjerendal | Férfi egyéni | 1275       | 5.         | 1247       | 12.        | 2522       | 6.         |
| Gert Bjerendal  | Férfi egyéni | 1235       | 18.        | 1246       | 14.        | 2481       | 19.        |
| Tommy Quick     | Férfi egyéni | 1219       | 30.        | 1228       | 24.        | 2447       | 27.        |
| Lisa Andersson  | Női egyéni   | 1251       | 9.         | 1217       | 19.        | 2468       | 14.        |
| Ylva Ivarsson   | Női egyéni   | 1186       | 34.        | 1234       | 14.        | 2420       | 26.        |

## Kajak-kenu
Férfi
| Versenyző                                                      | Versenyszám         | Előfutam | Előfutam | Előfutam | Vigaszág | Vigaszág | Vigaszág | Elődöntő | Elődöntő | Elődöntő | Döntő   | Döntő    |
| Versenyző                                                      | Versenyszám         | Idő      | Hely.    | Össz.    | Idő      | Hely.    | Össz.    | Idő      | Hely.    | Össz.    | Idő     | Helyezés |
| -------------------------------------------------------------- | ------------------- | -------- | -------- | -------- | -------- | -------- | -------- | -------- | -------- | -------- | ------- | -------- |
| Lars-Erik Moberg                                               | Kajak egyes 500 m   | 1:51,25  | 1.       | 4.       | erőnyerő | erőnyerő | erőnyerő | 1:49,00  | 2.       | 3.       | 1:48,18 |          |
| Karl Sundqvist                                                 | Kajak egyes 1000 m  | 3:56,86  | 2.       | 6.       | erőnyerő | erőnyerő | erőnyerő | 4:01,01  | 2.       | 11.      | 3:48,69 | 4.       |
| Per-Inge Bengtsson Lars-Erik Moberg                            | Kajak kettes 500 m  | 1:37,12  | 2.       | 4.       | erőnyerő | erőnyerő | erőnyerő | 1:37,82  | 3.       | 10.      | 1:35,26 |          |
| Bengt Andersson Karl Sundqvist                                 | Kajak kettes 1000 m | 3:31,72  | 1.       | 9.       | erőnyerő | erőnyerő | erőnyerő | 3:29,80  | 2.       | 3.       | 3:29,39 | 8.       |
| Per-Inge Bengtsson Tommy Karls Lars-Erik Moberg Thomas Ohlsson | Kajak négyes 1000 m | 3:08,33  | 3.       | 7.       | erőnyerő | erőnyerő | erőnyerő | 3:06,78  | 2.       | 3.       | 3:02,81 |          |
| Göran Backlund                                                 | Kenu egyes 500 m    | 2:15,72  | 6.       | 12.      | 2:21,81  | 3.       | 6.       | 2:14,08  | 4.       | 12.      | kiesett | kiesett  |
| Göran Backlund                                                 | Kenu egyes 1000 m   | 4:28,31  | 5.       | 9.       | 4:31,04  | 4.       | 4.       |          |          |          | kiesett | kiesett  |

Női
| Versenyző                                                           | Versenyszám        | Előfutam | Előfutam | Előfutam | Vigaszág | Vigaszág | Vigaszág | Döntő   | Döntő    |
| Versenyző                                                           | Versenyszám        | Idő      | Hely.    | Össz.    | Idő      | Hely.    | Össz.    | Idő     | Helyezés |
| ------------------------------------------------------------------- | ------------------ | -------- | -------- | -------- | -------- | -------- | -------- | ------- | -------- |
| Agneta Andersson                                                    | Kajak egyes 500 m  | 2:03,99  | 1.       | 3.       | erőnyerő | erőnyerő | erőnyerő | 1:58,72 |          |
| Agneta Andersson Anna Olsson                                        | Kajak kettes 500 m | 1:47,82  | 1.       | 1.       | erőnyerő | erőnyerő | erőnyerő | 1:45,25 |          |
| Agneta Andersson Anna Olsson Eva Karlsson Susanne Wiberg-Gunnarsson | Kajak négyes 500 m |          |          |          |          |          |          | 1:38,87 |          |

## Kerékpározás

### Országúti kerékpározás
Férfi
| Versenyző                                                     | Versenyszám     | Idő              | Helyezés |
| ------------------------------------------------------------- | --------------- | ---------------- | -------- |
| Per Christiansson                                             | Mezőnyverseny   | 5:04:07 (+4:10)  | 14.      |
| Lars Wahlqvist                                                | Mezőnyverseny   | 5:11:43 (+11:46) | 26.      |
| Kjell Nilsson                                                 | Mezőnyverseny   | 5:11:43 (+11:46) | 30.      |
| Stefan Brykt                                                  | Mezőnyverseny   | 5:11:43 (+11:46) | 32.      |
| Bengt Asplund Per Christiansson Magnus Knutsson Håkan Larsson | Csapat időfutam | 2:04:46 (+6:18)  | 5.       |

Női
| Versenyző         | Versenyszám   | Idő              | Helyezés |
| ----------------- | ------------- | ---------------- | -------- |
| Kristina Ranudd   | Mezőnyverseny | 2:13:28 (+2:14)  | 15.      |
| Tuulikki Jahre    | Mezőnyverseny | 2:13:28 (+2:14)  | 16.      |
| Marianne Berglund | Mezőnyverseny | 2:20:16 (+9:02)  | 25.      |
| Paula Westher     | Mezőnyverseny | 2:29:26 (+18:12) | 35.      |

## Kézilabda

### Férfi
| Svéd férfi kézilabdacsapat-játékoskeret | Svéd férfi kézilabdacsapat-játékoskeret                                                                  |
| --- | --- |
| - Björn Jilsén - Christer Magnusson - Claes Hellgren - Daniel Augustsson - Lars-Erik Hansson - Lennarth Ebbinge - Mats Lindau - Mats Olsson | - Per Carlén - Peter Olofsson - Rolf Hertzberg - Göran Bengtsson - Per Öberg - Sten Sjögren - Pär Jilsén |

#### Eredmények
Csoportkör
B csoport
| Csapat                 | M | Gy | D | V | G+  | G–  | Gk  | P  |
| ---------------------- | - | -- | - | - | --- | --- | --- | -- |
| NSZK (FRG)             | 5 | 5  | 0 | 0 | 114 | 95  | +19 | 10 |
| Dánia (DEN)            | 5 | 4  | 0 | 1 | 115 | 99  | +16 | 8  |
| Svédország (SWE)       | 5 | 3  | 0 | 2 | 119 | 110 | +9  | 6  |
| Spanyolország (ESP)    | 5 | 2  | 0 | 3 | 105 | 106 | –1  | 4  |
| Egyesült Államok (USA) | 5 | 0  | 1 | 4 | 91  | 100 | –9  | 1  |
| Dél-Korea (KOR)        | 5 | 0  | 1 | 4 | 123 | 157 | –34 | 1  |

| 1984. július 31. 11:00 | Svédország (SWE) | 36–23 | Dél-Korea (KOR) |  |
| 1984. július 31. 11:00 | (16–11)          |       |                 |  |
| 1984. július 31. 11:00 |                  |       |                 |  |

| 1984. augusztus 2. 14:00 | Svédország (SWE) | 21–18 | Egyesült Államok (USA) |  |
| 1984. augusztus 2. 14:00 | (10–6)           |       |                        |  |
| 1984. augusztus 2. 14:00 |                  |       |                        |  |

| 1984. augusztus 4. 12:30 | NSZK (FRG) | 18–17 | Svédország (SWE) |  |
| 1984. augusztus 4. 12:30 | (11–7)     |       |                  |  |
| 1984. augusztus 4. 12:30 |            |       |                  |  |

| 1984. augusztus 6. 12:30 | Dánia (DEN) | 26–19 | Svédország (SWE) |  |
| 1984. augusztus 6. 12:30 | (11–9)      |       |                  |  |
| 1984. augusztus 6. 12:30 |             |       |                  |  |

| 1984. augusztus 8. 20:00 | Svédország (SWE) | 26–25 | Spanyolország (ESP) |  |
| 1984. augusztus 8. 20:00 | (16–13)          |       |                     |  |
| 1984. augusztus 8. 20:00 |                  |       |                     |  |

Az 5. helyért
| 1984. augusztus 10. 12:30 | Svédország (SWE) | 26–24 | Izland (ISL) |  |
| 1984. augusztus 10. 12:30 | (14–9)           |       |              |  |
| 1984. augusztus 10. 12:30 |                  |       |              |  |

| Csapat           | Helyezés |
| ---------------- | -------- |
| Svédország (SWE) | 5.       |

## Lovaglás
Díjlovaglás
| Versenyző                                      | Ló           | Versenyszám | Selejtező | Selejtező | Döntő   | Döntő    |
| Versenyző                                      | Ló           | Versenyszám | Pont      | Hely.     | Pont    | Helyezés |
| ---------------------------------------------- | ------------ | ----------- | --------- | --------- | ------- | -------- |
| Ingamay Bylund                                 | Aleks        | Egyéni      | 1582      | 7.        | 1332    | 4.       |
| Ulla Håkansson                                 | Flamingo     | Egyéni      | 1589      | 6.        | 1197    | 12.      |
| Louise Nathhorst                               | Inferno      | Egyéni      | 1459      | 26.       | kiesett | kiesett  |
| Ulla Håkansson Ingamay Bylund Louise Nathhorst | lásd fentebb | Csapat      |           |           | 4630    |          |

Díjugratás
| Versenyző      | Ló        | Versenyszám | 1. forduló | 1. forduló | 2. forduló | 2. forduló | Összesen | Összesen |
| Versenyző      | Ló        | Versenyszám | Pont       | Hely.      | Pont       | Hely.      | Pont     | Helyezés |
| -------------- | --------- | ----------- | ---------- | ---------- | ---------- | ---------- | -------- | -------- |
| Peter Eriksson | Imperator | Egyéni      | 25,75      | 39.        | kiesett    | kiesett    | kiesett  | kiesett  |

Lovastusa
| Versenyző                                                       | Ló           | Versenyszám | Díjlovaglás | Díjlovaglás | Tereplovaglás | Tereplovaglás | Díjugratás | Díjugratás | Végeredmény | Végeredmény |
| Versenyző                                                       | Ló           | Versenyszám | Bünt.       | Hely.       | Bünt.         | Hely.         | Bünt.      | Hely.      | Bünt.       | Helyezés    |
| --------------------------------------------------------------- | ------------ | ----------- | ----------- | ----------- | ------------- | ------------- | ---------- | ---------- | ----------- | ----------- |
| Jan Jönsson                                                     | Isolde       | Egyéni      | 57,60       | 10.         | 28,80         | 24.           | 0,00       | 1.         | 86,40       | 18.         |
| Göran Breisner                                                  | Bobalong     | Egyéni      | 61,40       | 17.         | 38,00         | 27.           | 0,25       | 19.        | 99,65       | 24.         |
| Christian Persson                                               | Joel         | Egyéni      | 65,80       | 25.         | 78,00         | 32.           | 10,00      | 34.        | 153,80      | 31.         |
| Michael Pettersson                                              | Up to Date   | Egyéni      | 54,00       | 6.          | 134,80        | 39.           | 10,00      | 34.        | 198,80      | 36.         |
| Jan Jönsson Göran Breisner Christian Persson Michael Pettersson | lásd fentebb | Csapat      | 173,00      | 2.          | 144,80        | 8.            | 10,25      | 7.         | 339,85      | 8.          |

## Műugrás
Női
| Versenyző           | Versenyszám        | Selejtező | Selejtező | Döntő   | Döntő    |
| Versenyző           | Versenyszám        | Pont      | Helyezés  | Pont    | Helyezés |
| ------------------- | ------------------ | --------- | --------- | ------- | -------- |
| Anita Rossing-Brown | Egyéni műugrás     | 464,58    | 7.        | 424,98  | 11.      |
| Marianne Weinås     | Egyéni toronyugrás | 327,66    | 14.       | kiesett | kiesett  |

## Ökölvívás
| Versenyző         | Versenyszám   | Selejtező         | 32-es főtábla                     | Nyolcaddöntő                      | Negyeddöntő                          | Elődöntő          | Döntő             | Helyezés |
| Versenyző         | Versenyszám   | Ellenfél Eredmény | Ellenfél Eredmény                 | Ellenfél Eredmény                 | Ellenfél Eredmény                    | Ellenfél Eredmény | Ellenfél Eredmény | Helyezés |
| ----------------- | ------------- | ----------------- | --------------------------------- | --------------------------------- | ------------------------------------ | ----------------- | ----------------- | -------- |
| Shadrach Odhiambo | Könnyűsúly    | erőnyerő          | Martin N'Dongo Ebanga (CMR) · RSC | kiesett                           | kiesett                              | kiesett           | kiesett           | 17.      |
| Stefan Sjöstrand  | Kisváltósúly  | erőnyerő          | Hassan Lahmar (MAR) · RSC         | Mircea Fulger (ROU) · 0:5         | kiesett                              | kiesett           | kiesett           | 9.       |
| Vesa Koskela      | Váltósúly     | erőnyerő          | Abrar Hussain Syed (PAK) · 4:1    | Bernard Wilson (GRN) · KO         | An Jongszu (An Yeong-Su) (KOR) · 0:5 | kiesett           | kiesett           | 5.       |
| Lotfi Ayed        | Nagyváltósúly | erőnyerő          | Frank Tate (USA) · 0:5            | kiesett                           | kiesett                              | kiesett           | kiesett           | 17.      |
| Christer Corpi    | Félnehézsúly  |                   | Arcadio Fuentes (PUR) · KO        | Jean-Paul Nanga-Ntsah (CMR) · 1:4 | kiesett                              | kiesett           | kiesett           | 9.       |
| Håkan Brock       | Nehézsúly     |                   | Magne Havnå (NOR) · RSC           | Alex Stewart (JAM) · 5:0          | Angelo Musone (ITA) · 0:5            | kiesett           | kiesett           | 5.       |

RSC – a mérkőzésvezető megállította a mérkőzést

## Öttusa
| Versenyző                                        | Versenyszám | Lovaglás | Lovaglás | Lovaglás | Vívás    | Vívás | Vívás | Úszás    | Úszás | Úszás | Lövészet   | Lövészet   | Lövészet   | Futás    | Futás | Futás | Összesen    | Összesen |
| Versenyző                                        | Versenyszám | Idő      | Pont     | Hely.    | Pontszám | Pont  | Hely. | Idő      | Pont  | Hely. | Eredmény   | Pont       | Hely.      | Idő      | Pont  | Hely. | Összes pont | Helyezés |
| ------------------------------------------------ | ----------- | -------- | -------- | -------- | -------- | ----- | ----- | -------- | ----- | ----- | ---------- | ---------- | ---------- | -------- | ----- | ----- | ----------- | -------- |
| Svante Rasmuson                                  | Egyéni      | 1:41,23  | 1070     | 13.      | 37–14    | 1022  | 2.    | 3:16,124 | 1304  | 4.    | 190        | 912        | 24.        | 13:25,76 | 1148  | 16.   | 5456        |          |
| Martin Lamprecht                                 | Egyéni      | 2:09,32  | 706      | 48.      | 32–19    | 912   | 5.    | 3:16,673 | 1300  | 7.    | 191        | 934        | 19.        | 14:31,27 | 951   | 45.   | 4803        | 30.      |
| Roderick Martin                                  | Egyéni      | 1:46,89  | 1012     | 27.      | 30–21    | 868   | 12.   | 3:20,722 | 1268  | 11.   | nem indult | nem indult | nem indult | 13:55,91 | 1057  | 25.   | 4205        | 47.      |
| Svante Rasmuson Martin Lamprecht Roderick Martin | Csapat      |          | 2788     | 13.      |          | 2802  | 1.    |          | 3872  | 1.    |            | 1846       | 17.        |          | 3156  | 10.   | 14 464      | 10.      |

## Sportlövészet
Férfi
| Versenyző        | Versenyszám           | Pont | Helyezés |
| ---------------- | --------------------- | ---- | -------- |
| Ragnar Skanåker  | Szabadpisztoly        | 565  |          |
| Ragnar Skanåker  | Gyorstüzelő pisztoly  | 577  | 34.      |
| Ove Gunnarsson   | Gyorstüzelő pisztoly  | 576  | 37.      |
| Ove Gunnarsson   | Szabadpisztoly        | 540  | 29.      |
| Hans Strand      | Sportpuska, fekvő     | 594  | 6.       |
| Roger Jansson    | Sportpuska, fekvő     | 588  | 30.      |
| Roger Jansson    | Sportpuska, összetett | 1146 | 11.      |
| Christian Heller | Sportpuska, összetett | 1141 | 17.      |
| Christian Heller | Légpuska              | 574  | 26.      |
| Ove Sjögren      | Légpuska              | 580  | 12.      |
| Erland Johansson | Futócéllövészet       | 573  | 12.      |

Női
| Versenyző            | Versenyszám           | Pont | Helyezés |
| -------------------- | --------------------- | ---- | -------- |
| Kristina Fries       | Sportpisztoly         | 581  | 5.       |
| Cris Kajd            | Sportpisztoly         | 576  | 11.      |
| Christina Gustafsson | Sportpuska, összetett | 569  | 9.       |
| Christina Gustafsson | Légpuska              | 381  | 11.      |
| Margareta Gustafsson | Légpuska              | 375  | 23.      |
| Margareta Gustafsson | Sportpuska, összetett | 565  | 14.      |

Nyílt
| Versenyző       | Versenyszám | Pont | Helyezés |
| --------------- | ----------- | ---- | -------- |
| Johnny Påhlsson | Trap        | 189  | 8.       |
| Anders Berglind | Skeet       | 194  | 5.       |
| Christian Ek    | Skeet       | 187  | 33.      |

## Súlyemelés
| Versenyző           | Versenyszám | Szakítás | Szakítás | Lökés                    | Lökés                    | Összesen | Helyezés |
| Versenyző           | Versenyszám | Eredmény | Helyezés | Eredmény                 | Helyezés                 | Összesen | Helyezés |
| ------------------- | ----------- | -------- | -------- | ------------------------ | ------------------------ | -------- | -------- |
| Michael Norell      | 67,5 kg     | 120,0    | 14.      | 152,5                    | 14.                      | 272,5    | 14.      |
| Bertil Sollevi      | 82,5 kg     | 135,0    | 13.      | 175,0                    | 8.                       | 310,0    | 11.      |
| Klaus-Göran Nilsson | 90 kg       | 137,5    | 22.      | 180,0                    | 16.                      | 317,5    | 18.      |
| Olavi Blomfjord     | 100 kg      | 145,0    | 12.      | érvényes kísérlet nélkül | érvényes kísérlet nélkül | kiesett  | kiesett  |
| Tom Söderholm       | 100 kg      | 160,0    | 5.       | érvényes kísérlet nélkül | érvényes kísérlet nélkül | kiesett  | kiesett  |
| Göran Pettersson    | 110 kg      | kizárták | kizárták | kizárták                 | kizárták                 | kizárták | kizárták |

## Torna
Férfi
| Versenyző      | Versenyszám      | Selejtező | Selejtező | Döntő    | Döntő    |
| Versenyző      | Versenyszám      | Pontszám  | Helyezés  | Pontszám | Helyezés |
| -------------- | ---------------- | --------- | --------- | -------- | -------- |
| Johan Jonasson | Talaj            | 18,90     | 49.       | kiesett  | kiesett  |
| Johan Jonasson | Ugrás            | 19,15     | 66.       | kiesett  | kiesett  |
| Johan Jonasson | Korlát           | 17,95     | 66.       | kiesett  | kiesett  |
| Johan Jonasson | Nyújtó           | 17,65     | 70.       | kiesett  | kiesett  |
| Johan Jonasson | Gyűrű            | 19,00     | 55.       | kiesett  | kiesett  |
| Johan Jonasson | Lólengés         | 18,90     | 38.       | kiesett  | kiesett  |
| Johan Jonasson | Egyéni összetett | 111,55    | 66.       | kiesett  | kiesett  |

Női
| Versenyző   | Versenyszám      | Selejtező | Selejtező | Döntő    | Döntő    |
| Versenyző   | Versenyszám      | Pontszám  | Helyezés  | Pontszám | Helyezés |
| ----------- | ---------------- | --------- | --------- | -------- | -------- |
| Lena Adomat | Talaj            | 18,75     | 43.       | kiesett  | kiesett  |
| Lena Adomat | Ugrás            | 18,10     | 65.       | kiesett  | kiesett  |
| Lena Adomat | Felemás korlát   | 16,95     | 61.       | kiesett  | kiesett  |
| Lena Adomat | Gerenda          | 18,05     | 48.       | kiesett  | kiesett  |
| Lena Adomat | Egyéni összetett | 71,85     | 62.       | 71,325   | 35.      |

### Ritmikus gimnasztika
| Versenyző          | Versenyszám | Selejtező | Selejtező | Döntő  | Döntő    |
| Versenyző          | Versenyszám | Pont      | Hely.     | Pont   | Helyezés |
| ------------------ | ----------- | --------- | --------- | ------ | -------- |
| Victoria Bengtsson | Egyéni      | 36,05     | 20.       | 54,475 | 19.      |

## Úszás
Férfi
| Versenyző                                                                             | Versenyszám            | Előfutam | Előfutam | Előfutam | Döntő   | Döntő   | Döntő   | Helyezés |
| Versenyző                                                                             | Versenyszám            | Idő      | Hely.    | Össz.    | Típus   | Idő     | Hely.   | Helyezés |
| ------------------------------------------------------------------------------------- | ---------------------- | -------- | -------- | -------- | ------- | ------- | ------- | -------- |
| Per Johansson                                                                         | 100 m gyors            | 50,57    | 1.       | 4.       | A       | 50,31   | 3.      |          |
| Thomas Lejdström                                                                      | 100 m gyors            | 51,19    | 2.       | 9.*      | B       | 51,64   | 5.*     | 13.*     |
| Thomas Lejdström                                                                      | 200 m pillangó         | 2:03,81  | 3.       | 21.      | kiesett | kiesett | kiesett | kiesett  |
| Thomas Lejdström                                                                      | 200 m gyors            | 1:51,76  | 2.       | 10.*     | B       | 1:53,63 | 8.      | 16.      |
| Anders Holmertz                                                                       | 200 m gyors            | 1:51,70  | 2.       | 9.       | B       | 1:52,44 | 4.      | 12.      |
| Anders Holmertz                                                                       | 1500 m gyors           | 16:11,38 | 6.       | 22.      | kiesett | kiesett | kiesett | kiesett  |
| Anders Holmertz                                                                       | 400 m gyors            | 4:03,07  | 4.       | 23.      | kiesett | kiesett | kiesett | kiesett  |
| Anders Grillhammar                                                                    | 400 m gyors            | 4:00,26  | 5.       | 21.      | kiesett | kiesett | kiesett | kiesett  |
| Bengt Baron                                                                           | 100 m hát              | 57,66    | 1.       | 7.       | A       | 57,34   | 6.      | 6.       |
| Bengt Baron                                                                           | 100 m pillangó         | 54,67    | 1.       | 5.       | A       | 55,14   | 8.      | 8.       |
| Hans Fredin                                                                           | 100 m hát              | 58,39    | 2.       | 16.      | B       | 58,31   | 5.*     | 13.*     |
| Hans Fredin                                                                           | 200 m hát              | 2:06,50  | 3.       | 18.      | kiesett | kiesett | kiesett | kiesett  |
| Michael Söderlund                                                                     | 200 m hát              | 2:05,85  | 4.       | 15.      | B       | 2:05,02 | 3.      | 11.      |
| Peter Berggren                                                                        | 100 m mell             | 1:04,95  | 3.       | 16.      | B       | 1:05,66 | 8.      | 16.      |
| Mikael Örn                                                                            | 200 m vegyes           | 2:07,56  | 2.       | 13.      | B       | 2:11,79 | 8.      | 16.      |
| Anders Peterson                                                                       | 200 m vegyes           | 2:08,35  | 4.       | 20.      | kiesett | kiesett | kiesett | kiesett  |
| Anders Peterson                                                                       | 400 m vegyes           | 4:32,93  | 6.       | 15.      | B       | 4:27,95 | 1.      | 9.       |
| Thomas Lejdström Bengt Baron Mikael Örn Per Johansson Rikard Milton Michael Söderlund | 4 × 100 m gyorsváltó   | 3:23,86  | 1.       | 3.       | A       | 3:22,69 | 3.      |          |
| Michael Söderlund Tommy Werner Anders Holmertz Thomas Lejdström                       | 4 × 200 m gyorsváltó   | 7:28,60  | 4.       | 7.       | A       | 7:26,53 | 6.      | 6.       |
| Bengt Baron Peter Berggren Thomas Lejdström Per Johansson Michael Söderlund           | 4 × 100 m vegyes váltó | 3:49,76  | 4.       | 6.       | A       | 3:47,13 | 5.      | 5.       |

Női
| Versenyző                                                              | Versenyszám            | Előfutam | Előfutam | Előfutam | Döntő   | Döntő    | Döntő    | Helyezés |
| Versenyző                                                              | Versenyszám            | Idő      | Hely.    | Össz.    | Típus   | Idő      | Hely.    | Helyezés |
| ---------------------------------------------------------------------- | ---------------------- | -------- | -------- | -------- | ------- | -------- | -------- | -------- |
| Anette Philipsson                                                      | 200 m vegyes           | 2:21,70  | 3.       | 12.      | B       | 2:21,54  | 4.       | 12.      |
| Maria Kardum                                                           | 200 m vegyes           | 2:22,87  | 5.       | 14.      | kiesett | kiesett  | kiesett  | kiesett  |
| Maria Kardum                                                           | 100 m gyors            | 58,22    | 3.       | 34.      | B       | 58,12    | 8.       | 16.      |
| Agneta Eriksson                                                        | 100 m gyors            | 58,43    | 3.       | 35.      | B       | 58,08    | 7.       | 15.      |
| Agneta Eriksson                                                        | 100 m pillangó         | 1:02,97  | 3.       | 11.      | B       | 1:02,64  | 4.       | 12.      |
| Agneta Mårtensson                                                      | 100 m pillangó         | 1:03,84  | 4.       | 17.*     | kiesett | kiesett  | kiesett  | kiesett  |
| Ann Linder                                                             | 200 m gyors            | 2:04,60  | 2.       | 16.      | B       | 2:03,85  | 4.       | 12.      |
| Ann Linder                                                             | 400 m gyors            | 4:18,28  | 3.       | 9.       | B       | 4:17,55  | 3.       | 11.      |
| Ann Linder                                                             | 800 m gyors            | 8:50,80  | 4.       | 9.       | kiesett | kiesett  | kiesett  | kiesett  |
| Anna-Karin Eriksson                                                    | 100 m hát              | 1:06,09  | 5.       | 20.      | kiesett | kiesett  | kiesett  | kiesett  |
| Sofia Kraft                                                            | 200 m hát              | 2:19,73  | 5.       | 15.      | B       | 2:19,37  | 7.       | 15.      |
| Sofia Kraft                                                            | 400 m vegyes           | 4:55,10  | 4.       | 11.      | B       | 4:53,25  | 2.       | 10.      |
| Eva-Marie Håkansson                                                    | 100 m mell             | 1:11,41  | 1.       | 4.       | kiesett | kiesett  | kiesett  | kiesett  |
| Annelie Holmström                                                      | 100 m mell             | 1:12,60  | 4.       | 15.      | B       | 1:13,27  | 8.       | 16.      |
| Annelie Holmström                                                      | 200 m mell             | 2:37,21  | 5.       | 14.      | B       | 2:37,62  | 6.       | 14.      |
| Maria Kardum Agneta Eriksson Petra Hildér Karin Furuhed Malin Rundgren | 4 × 100 m gyorsváltó   | 3:52,27  | 3.       | 7.       | A       | 3:51,24  | 7.       | 7.       |
| Anna-Karin Eriksson Eva-Marie Håkansson Agneta Eriksson Maria Kardum   | 4 × 100 m vegyes váltó | 4:17,65  | 2.       | 6.       | A       | kizárták | kizárták | 7.       |

* - egy másik versenyzővel azonos eredményt ért el

## Vitorlázás
Férfi
| Versenyző    | Versenyszám     | Futam | Futam   | Futam | Futam | Futam | Futam | Futam | Pontszám | Helyezés |
| Versenyző    | Versenyszám     | 1     | 2       | 3     | 4     | 5     | 6     | 7     | Pontszám | Helyezés |
| ------------ | --------------- | ----- | ------- | ----- | ----- | ----- | ----- | ----- | -------- | -------- |
| Hans Nyström | Szörfvitorlázás | 16,0  | (45,0*) | 8,0   | 15,0  | 14,0  | 14,0  | 17,0  | 84,0     | 10.      |

Nyílt
| Versenyző                                 | Versenyszám     | Futam | Futam | Futam  | Futam  | Futam  | Futam | Futam  | Pontszám | Helyezés |
| Versenyző                                 | Versenyszám     | 1     | 2     | 3      | 4      | 5      | 6     | 7      | Pontszám | Helyezés |
| ----------------------------------------- | --------------- | ----- | ----- | ------ | ------ | ------ | ----- | ------ | -------- | -------- |
| Ingvar Bengtsson                          | Finn dingi      | 16,0  | 28,0  | 16,0   | (29,0) | 13,0   | 8,0   | 3,0    | 84,0     | 10.      |
| Dan Lovén Magnus Holmberg                 | 470-es osztály  | 18,0  | 23,0  | 21,0   | 20,0   | (35,0) | 11,7  | 22,0   | 115,7    | 16.      |
| Henrik Eyermann Kent Carlsson             | Csillaghajó     | 8,0   | 3,0   | 3,0    | 8,0    | (14,0) | 11,7  | 10,0   | 43,7     | 4.       |
| Göran Marström Krister Söderqvist         | Tornádó         | 17,0  | 8,0   | (19,0) | 8,0    | 18,0   | 19,0  | 14,0   | 84,0     | 10.      |
| Erik Wallin Magnus Grävare Martin Grävare | Soling          | 13,0  | 16,0  | 17,0   | (29,0) | 3,0    | 8,0   | 17,0   | 74,0     | 10.      |
| Bengt Hagander Magnus Kjell               | Repülő hollandi | 15,0  | 13,0  | 17,0   | 10,0   | 15,0   | 17,0  | (19,0) | 87,0     | 9.       |

* - kizárták (korai rajt)

## Vívás
Férfi
| Versenyző                                                           | Versenyszám       | Selejtező | Selejtező | Selejtező | Selejtező | Selejtező | Selejtező | Főtábla                      | Főtábla                     | Vigaszág          | Vigaszág          | Negyeddöntő                 | Elődöntő                                     | Döntő                            | Helyezés |
| Versenyző                                                           | Versenyszám       | 1. kör | 1. kör    | 2. kör | 2. kör    | 3. kör | 3. kör    | 1. kör                       | 2. kör                      | 1. kör            | 2. kör            | Negyeddöntő                 | Elődöntő                                     | Döntő                            | Helyezés |
| Versenyző                                                           | Versenyszám       | Ellenfél Eredmény | Hely.     | Ellenfél Eredmény | Hely.     | Ellenfél Eredmény | Hely.     | Ellenfél Eredmény            | Ellenfél Eredmény           | Ellenfél Eredmény | Ellenfél Eredmény | Ellenfél Eredmény           | Ellenfél Eredmény                            | Ellenfél Eredmény                | Helyezés |
| ------------------------------------------------------------------- | ----------------- | --- | --------- | --- | --------- | --- | --------- | ---------------------------- | --------------------------- | ----------------- | ----------------- | --------------------------- | -------------------------------------------- | -------------------------------- | -------- |
| Björne Väggö                                                        | Párbajtőr, egyéni | 4. csoport · Marcelo Magnasco (ARG) · 5–1 · Mohamed Al-Thuwani (KUW) · 5–3 · Michel Dessureault (CAN) · 5–2 · Alexander Pusch (FRG) · 2–5      | 2.        | 3. csoport · Stefan Joos (BEL) · 5–3 · José Rafael Magallanes (VEN) · 5–3 · Khaled Soliman (EGY) · 5–2 · Nils Koppang (NOR) · 5–2 · Stefano Bellone (ITA) · 5–4                           | 1.        | 2. csoport · John Llewellyn (GBR) · 4–5 · Steven Paul (GBR) · 5–0 · Daniel Giger (SUI) · 5–2 · Nils Koppang (NOR) · 4–5 · Angelo Mazzoni (ITA) · 0–5       | 3.        | Olivier Lenglet (FRA) · 10–8 | Angelo Mazzoni (ITA) · 10–9 |                   |                   | Elmar Borrmann (FRG) · 10–6 | Stefano Bellone (ITA) · 10–8                 | Philippe Boisse (FRA) · 5–10     |          |
| Jerri Bergström                                                     | Párbajtőr, egyéni | 6. csoport · Rashid Fahd Al-Rasheed (KSA) · 5–3 · Martin Brill (NZL) · 5–3 · Jun Namdzsin (Yun Nam-Jin) (KOR) · 5–5 · Daniel Giger (SUI) · 5–2 | 1.        | 4. csoport · Kazem Hasan (KUW) · 5–3 · Caj Hszing-hsziang (Tsai Shing-Hsiang) (TPE) · 5–2 · Kim Szongmun (Kim Seong-Mun) (KOR) · 5–5 · Steven Paul (GBR) · 5–4 · Daniel Giger (SUI) · 5–5 | 2.        | 3. csoport · Ihab Aly (EGY) · 5–2 · Olivier Lenglet (FRA) · 1–5 · Alexander Pusch (FRG) · 1–5 · Michel Dessureault (CAN) · 4–5 · Michel Poffet (SUI) · 2–5 | 5.        | kiesett                      | kiesett                     | kiesett           | kiesett           | kiesett                     | kiesett                                      | kiesett                          | 21.      |
| Greger Forslöw                                                      | Párbajtőr, egyéni | 1. csoport · Ali Murat Dizioğlu (TUR) · 2–5 · Jonathan Stanbury (GBR) · 5–2 · Ihab Aly (EGY) · 5–2 · Olivier Lenglet (FRA) · 5–5               | 3.        | 8. csoport · Thierry Soumagne (BEL) · 4–5 · Ángel Fernández (ESP) · 1–5 · Bård Vonen (NOR) · 4–5 · Cuj Ji-ning (Cui Yining) (CHN) · 0–5 · Philippe Riboud (FRA) · 4–5                     | 6.        | kiesett | kiesett   | kiesett                      | kiesett                     | kiesett           | kiesett           | kiesett                     | kiesett                                      | kiesett                          | 43.      |
| Jerri Bergström Greger Forslöw Kent Hjerpe Jonas Rosén Björne Väggö | Párbajtőr, csapat | 4. csoport · Dél-Korea (KOR) · 3–7 · Svájc (SUI) · 8–4 · Kuvait (KUW) · 9–2                                                                    | 1.        | |           | |           |                              |                             |                   |                   | Olaszország (ITA) · 2–9     | Az 5–8. helyért · Nagy-Britannia (GBR) · 8–4 | Az 5. helyért · Kína (CHN) · 8–6 | 5.       |

Női
| Versenyző    | Versenyszám | Selejtező | Selejtező | Selejtező | Selejtező | Selejtező | Selejtező | Főtábla                                | Főtábla                     | Vigaszág          | Vigaszág                             | Negyeddöntő       | Elődöntő          | Döntő             | Helyezés |
| Versenyző    | Versenyszám | 1. kör | 1. kör    | 2. kör | 2. kör    | 3. kör | 3. kör    | 1. kör                                 | 2. kör                      | 1. kör            | 2. kör                               | Negyeddöntő       | Elődöntő          | Döntő             | Helyezés |
| Versenyző    | Versenyszám | Ellenfél Eredmény | Hely.     | Ellenfél Eredmény | Hely.     | Ellenfél Eredmény | Hely.     | Ellenfél Eredmény                      | Ellenfél Eredmény           | Ellenfél Eredmény | Ellenfél Eredmény                    | Ellenfél Eredmény | Ellenfél Eredmény | Ellenfél Eredmény | Helyezés |
| ------------ | ----------- | --- | --------- | --- | --------- | --- | --------- | -------------------------------------- | --------------------------- | ----------------- | ------------------------------------ | ----------------- | ----------------- | ----------------- | -------- |
| Kerstin Palm | Tőr, egyéni | 1. csoport · Lourdes Lozano (MEX) · 0–5 · Alayna Snell (ISV) · 5–0 · Madeleine Philion (CAN) · 5–3 · Debra Waples (USA) · 3–5 · Dorina Vaccaroni (ITA) · 2–5 · Sabine Bischoff (FRG) · 4–5 | 5.        | 3. csoport · Helen Smith (AUS) · 5–3 · Aurora Dan (ROU) · 3–5 · Laurence Modaine-Cessac (FRA) · 1–5 · Dorina Vaccaroni (ITA) · 2–5 | 4.        | 4. csoport · Vincent Bradford (USA) · 5–3 · Marcela Moldovan-Zsak (ROU) · 5–3 · Liz Thurley (GBR) · 3–5 · Véronique Brouquier (FRA) · 3–5 · Cornelia Hanisch (FRG) · 4–5 | 4.        | Luan Csü-csie (Luan Jujie) (CHN) · 8–7 | Sabine Bischoff (FRG) · 5–8 |                   | Brigitte Latrille-Gaudin (FRA) · 2–8 | kiesett           | kiesett           | kiesett           | 12.      |